# Martyrium

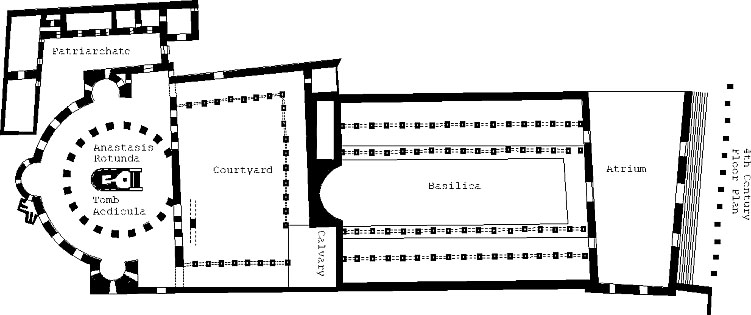
Een belangrijk voorbeeld van een martyrium: de Heilig Grafkerk in Jeruzalem. De basilica werd hoogstwaarschijnlijk eerst gebouwd en daarna pas de Anastasia Rotunda, aangezien Eusebius, die de inwijding van de kerk bijwoonde, in 336 niets schreef over de Rotunda maar wel in detail trad over de basilica.

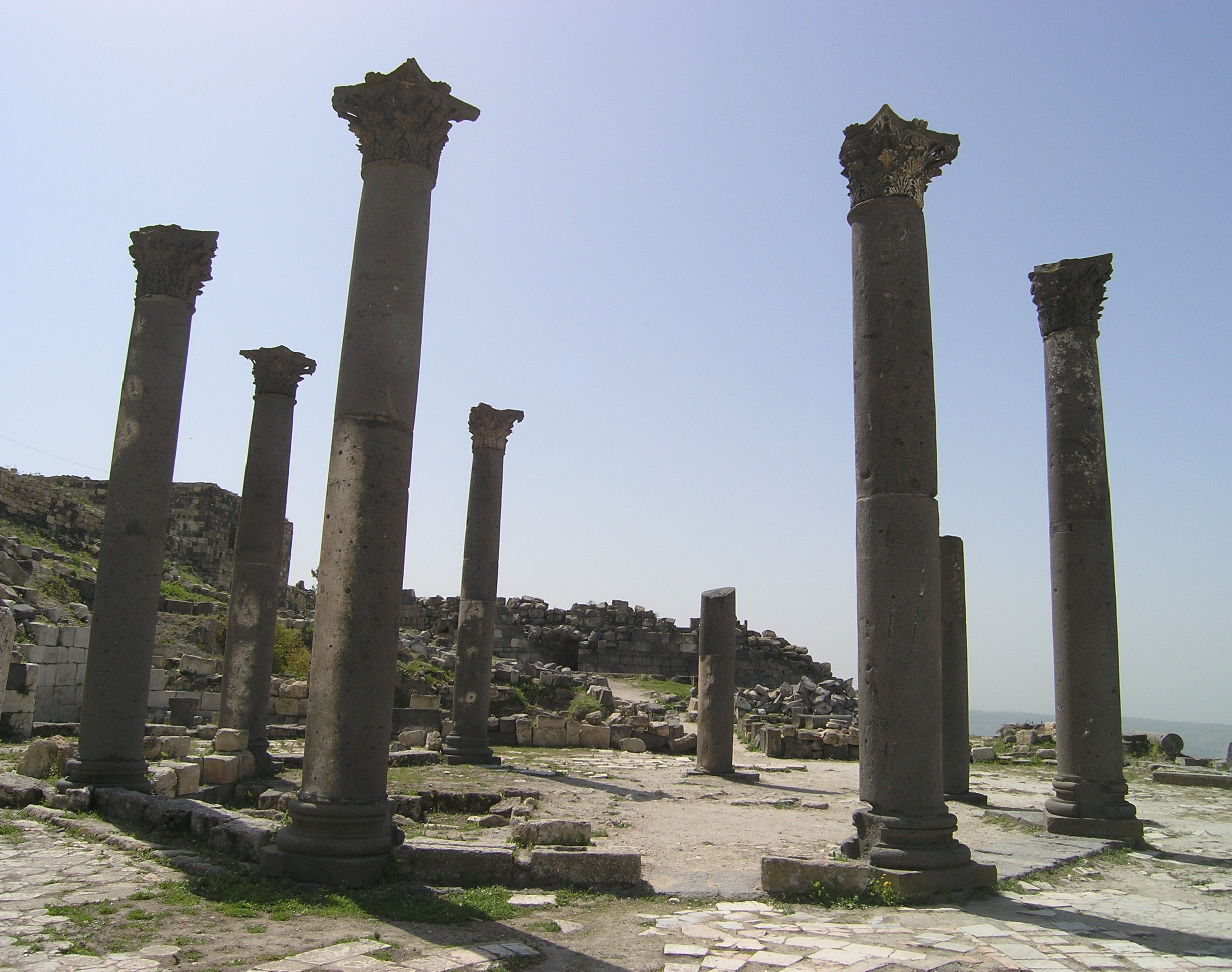
Resten van een Martyrium in Umm Qais (Jordanië).

Een martyrium is een bouwwerk met daarin het graf van een, meestal, christelijke martelaar of heilige. De meeste martyria stammen uit het vroege christendom. Martyria kunnen zowel losstaande gebouwen als een deel van een groter bouwwerk zijn. 
Een bekend voorbeeld van een martyrium is de Anastasis Rotonde in Jeruzalem over het graf van Jezus Christus. De Anastasis Rotonde ging later op in de Heilig Grafkerk. 
Een voorbeeld van een losstaand martyrium is het martyrium van Sint Filippus in Hiërapolis in wat nu Turkije is.